# Vught

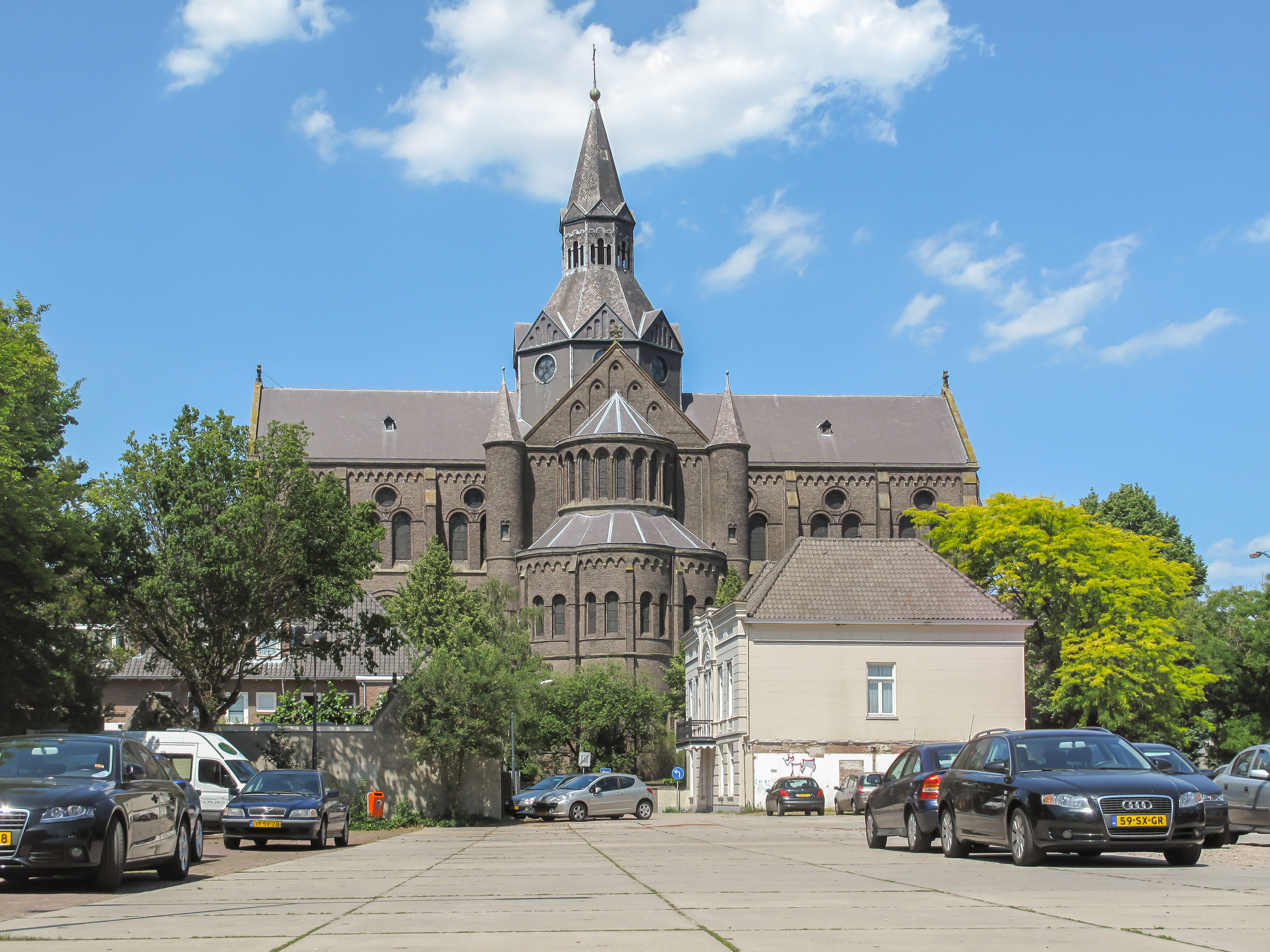
Kyrka i Vught.

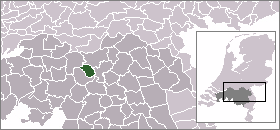
Lägeskarta

Vught är en kommun i provinsen Noord-Brabant i Nederländerna. Kommunens totala area är 34,46 km² (där 0,96 km² är vatten) och invånarantalet är 25 788 invånare (1 februari 2012).